# 披萨
，又称、比萨、「披莎」，香港簡稱，是一款意大利特色食物，其发源地是意大利的那不勒斯，如今在全球颇受欢迎，比萨饼店分佈於世界各地。比萨饼的做法通常是以发酵過的圆面饼皮上面覆盖番茄酱、奶酪及其他配料，並由烤炉烤制而成。奶酪的種類以莫薩里拉乾酪（Mozzarella）較常見，也有混用几种奶酪的形式，包括帕馬森乾酪（Parmesan）、羅馬乳酪（Romano）、意大利鄉村軟酪（Ricotta）或蒙特里傑克乳酪（Monterey Jack）等。
据统计，在意大利大约有兩萬多间比萨饼店。全球最大的比萨饼连锁店是美国的必胜客，達美樂披薩则是全美第二大比萨连锁店。

## 詞源
Pizza 一詞最早出現在西元997年的拉丁文文獻。其詞源包括以下三種假說：
- 和希臘語的皮塔餅同源[11]，可能源自古希臘語 πικτή（發酵的麵點）[12][13]或 πήτεα（麥糠）[14]。
- 源自義大利語 pinze （火鉗）的方言發音[15]。
- 在6世紀中倫巴底人入侵義大利時，從倫巴底語的 bizzo 或 pizzo （一口）傳入義大利語[9][16][17]。

## 历史

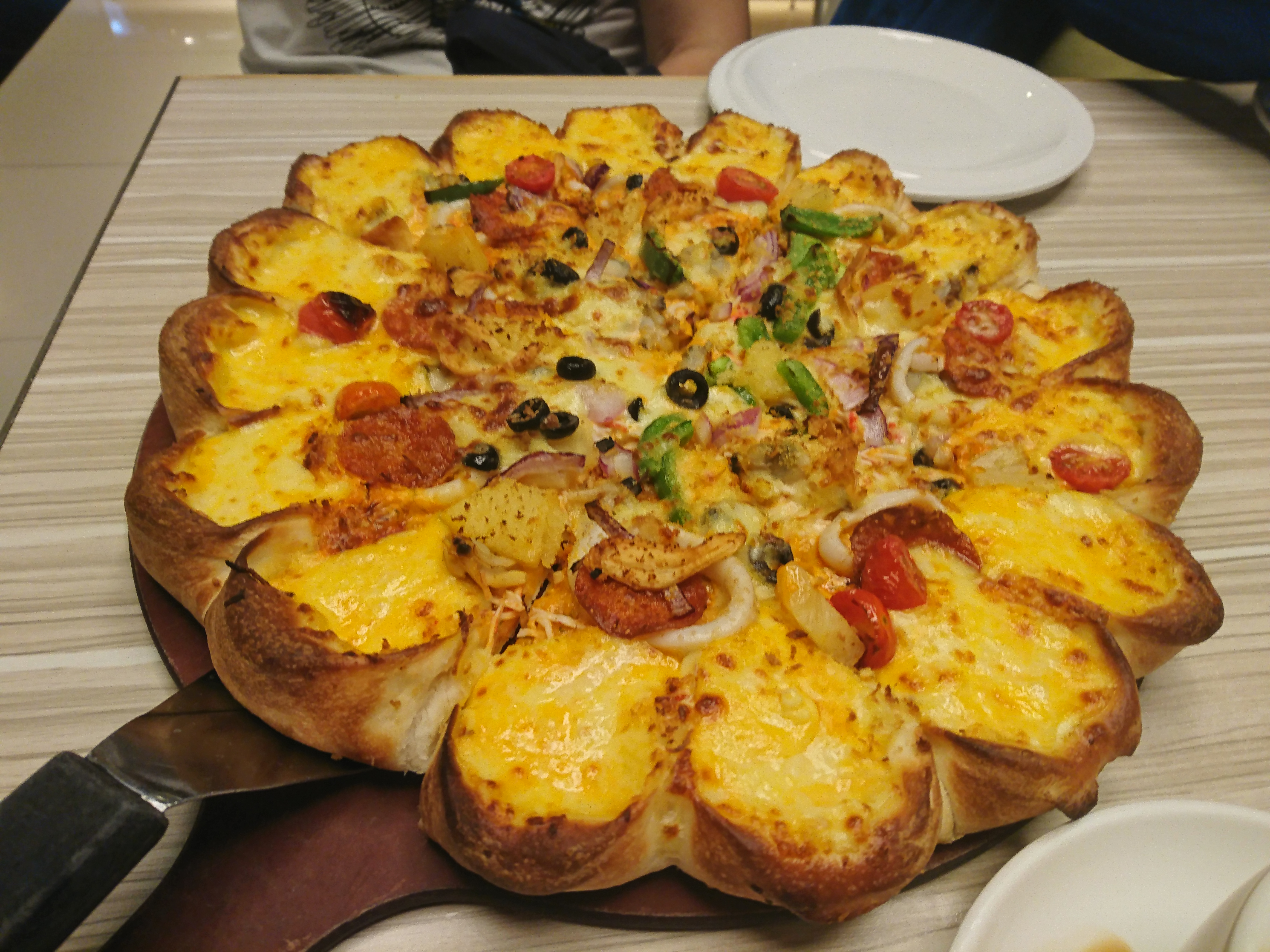
必勝客的披薩

历史文献中最早描述的类似于比萨饼的食品见于古希腊在那不勒斯的殖民地。維吉爾的《紀》的第七卷中写到：
|  | Their homely fare dispatch'd, the hungry band Invade their trenchers next, and soon devour, To mend the scanty meal, their cakes of flour. Ascanius this observ'd, and smiling said: "See, we devour the plates on which we fed." |

|  | 家常的饭菜上来了，饥饿的一伙人 瞬间便将它风卷残云地吞掉。 东西真的太少，连面饼也没被放过。 阿斯卡尼亚斯看了笑着说： “看，我们把盘子也吃掉了。” |

公元前3世纪，罗马的第一部历史中提到：「圆面饼上加橄榄油、香料和蜂蜜，置于石上烤熟」；以及“薄面饼上面放奶酪和蜂蜜，并用香叶加味”。在庞贝城遗址附近，考古学家也发现了类似现今比萨店的房址。尽管上述的食品与今天的比萨饼很相似，然而現代製作比萨饼必须的原料——番茄在当时还没有传到意大利和地中海地区；番茄是16世纪由美洲传入欧洲的，到了18世纪晚期，这种加有番茄的发酵面饼已成为那不勒斯地区穷人的家常食品。
比萨饼逐渐为人们所喜欢，甚至吸引外地的游客专程前往品尝。1830年前，比萨饼都是由摊贩或比萨烤房露天售卖，这时期的那不勒斯出现了世界上第一家真正的比萨餐馆：。

## 原料

### 饼基
混合面粉、酵母、水、盐、糖、油，揉搓成面团后发酵一段时间，根据口味也可加入蒜粉、各种香料和奶酪。然后依所需大小擀成一个圆饼，也有技術精湛的工匠可以在空中用手甩出圆饼。不同种类的比萨饼的饼基厚度不同，典型的手甩比萨和罗马比萨都很薄，这样烤出来的饼底会很脆；而芝加哥式比萨的饼基就很厚。

### 奶酪
常用马苏里拉奶酪，这种奶酪有良好的拉丝效果，切丝后撒在饼基上。

### 配料
比萨配料非常多樣，一般是将各种食材切碎后撒在奶酪上。常见的傳統配料有：
- 芝士
- 橄欖油
- 番茄
- 羅勒或其他香草
- 各種長期保存的肉類，如煙肉、香腸、意大利红肠、火腿
- 鳀鱼
- 蘑菇
- 橄榄
- 洋葱
- 辣椒
- 海鮮
- 其他各种蔬菜

## 烤製

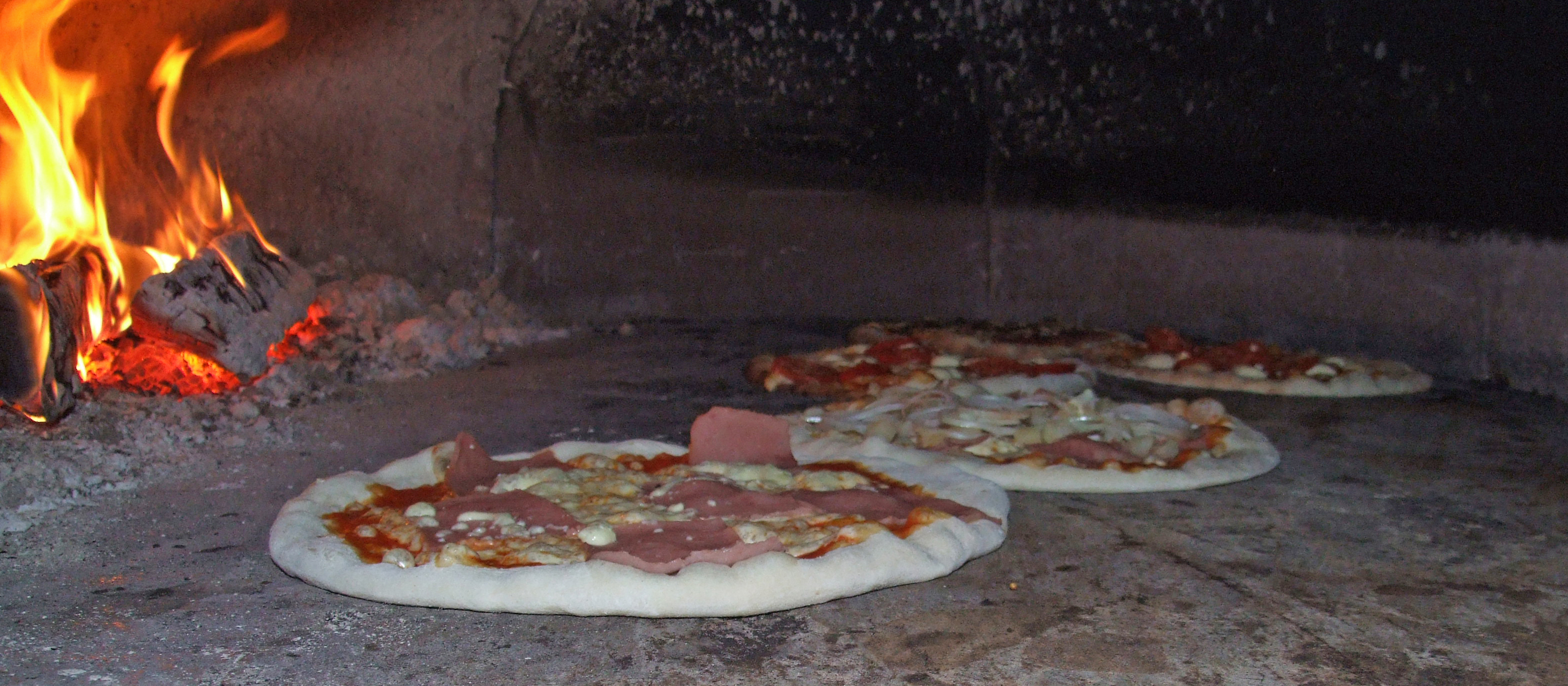
木炭烤比萨

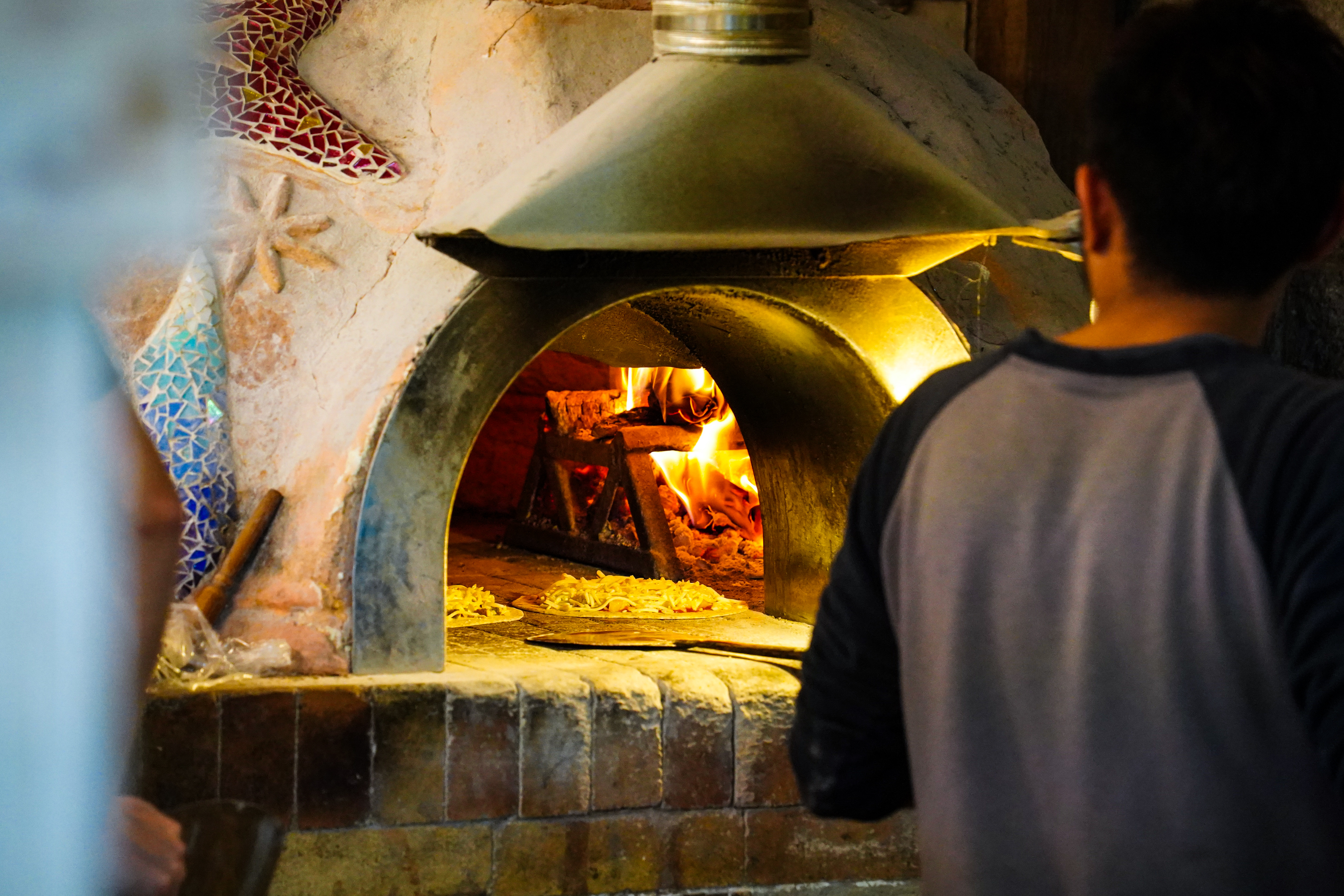
窯烤披薩

可以在石炉、砖炉中烤製，也可以按传统的做法直接在烧热的石头上烤。在家庭裏常放在烤盘上用电烤箱来烤。也有像BBQ那样直接在火上烤。

## 比萨店
- 必胜客（Pizza Hut）
- 達美樂披薩（Domino's Pizza）
- 棒约翰（Papa John's Pizza）
- 米斯特比萨（Mr. Pizza）
- 小凯撒披萨（Little Caesars）
- 稞粒吻比萨餐厅（Kroywen Pizza）
- 拿坡里披薩（Napoli Pizza）
- PizzaExpress（英语：PizzaExpress）（在中國大陸改名為比萨玛尚诺 PizzaMarzano）[18]
- 萨莉亚（Saizeriya）
- 薄餅博士（PHD）
- eurogogo

## 圖集

香腸橄欖比萨饼
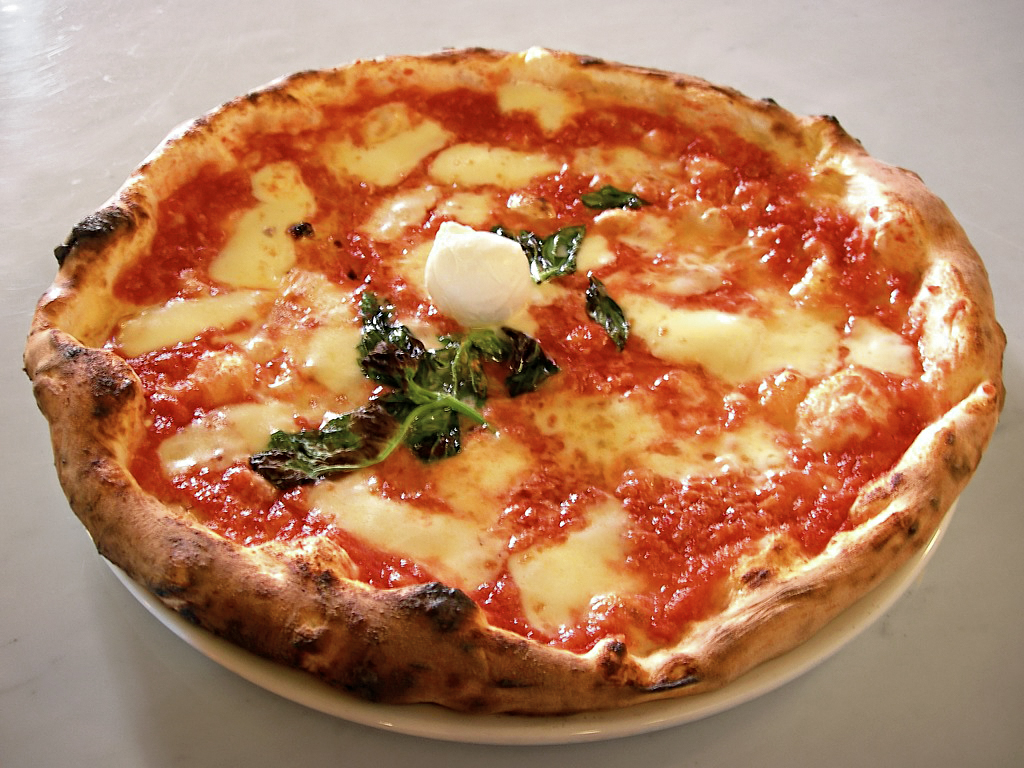
意大利那不勒斯特色的玛格丽特披薩，由莫萨里拉奶酪、番茄酱和罗勒为材料，因含有白、红、绿三色而被称为“国旗比萨”。
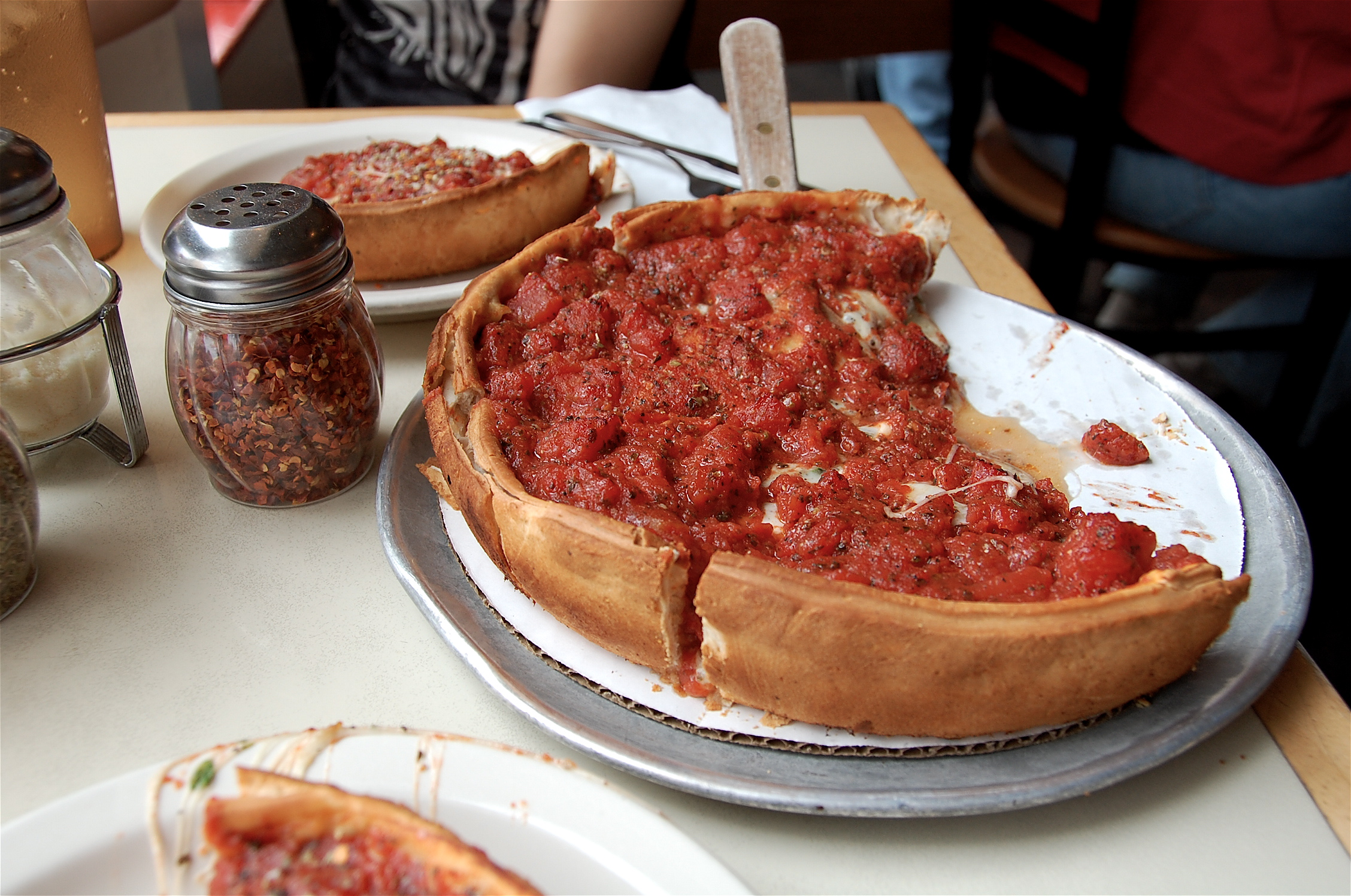
芝加哥風格薄餅
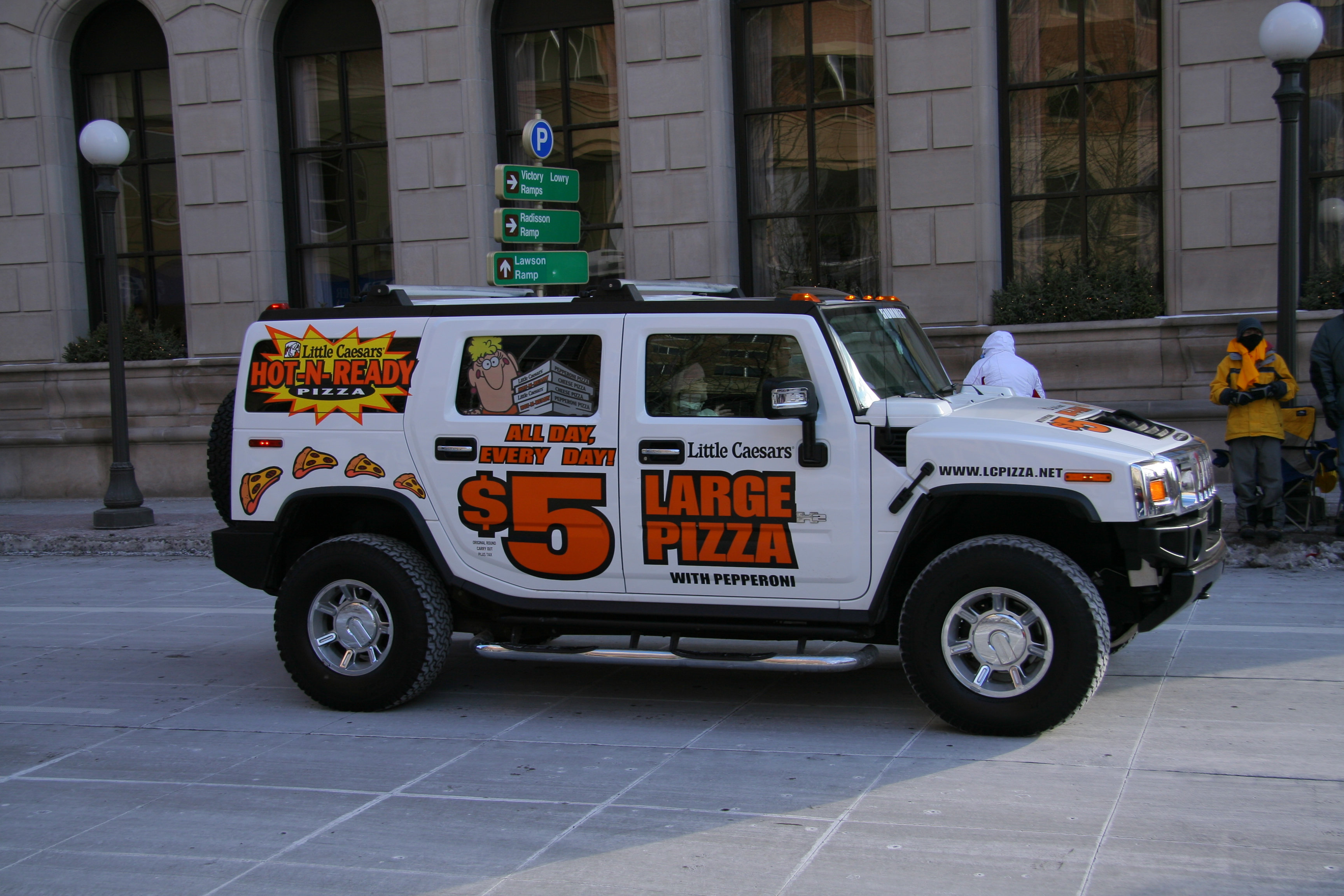
比萨外送車輛。外送服務是比萨文化的特點，易於外送攜帶的性質大開銷路。
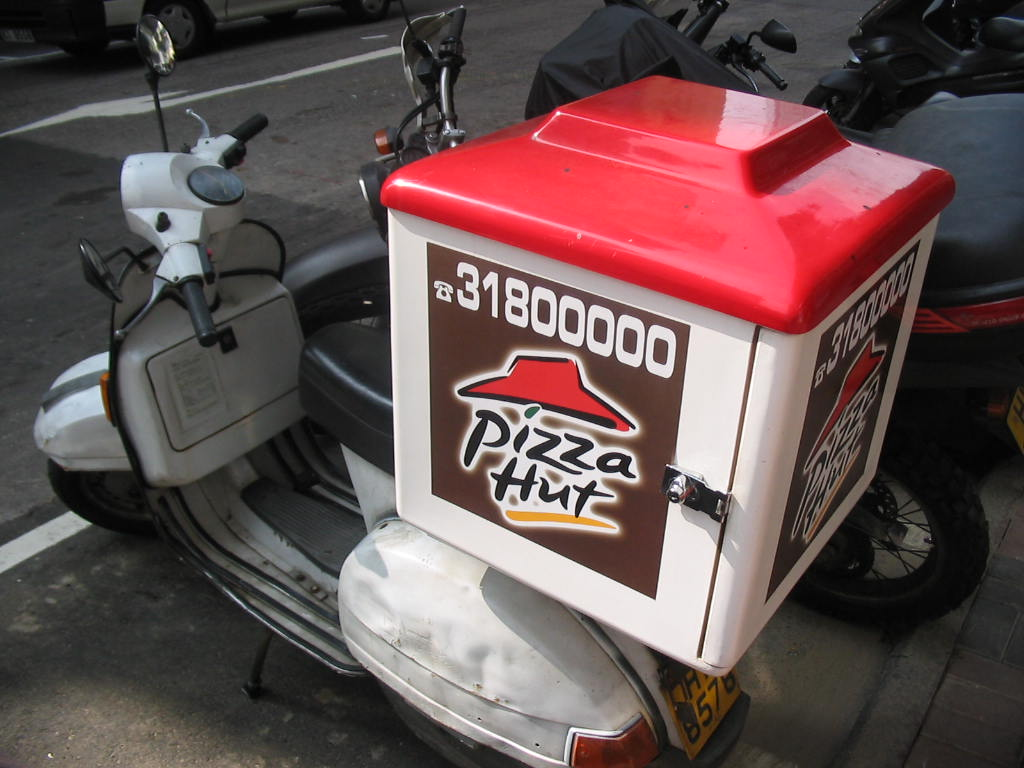
香港必胜客的外送電單車

## 记录
截至2024年, 根据吉尼斯世界纪录的说法：
- 世界上最大的披萨是在2023年1月19日在洛杉磯制作的，面积为1,296.72平方（13,957.8平方英尺）。 [19]
- 世界上最长的披萨长达1,930.39（6,333英尺31⁄2英寸），于2017年在加利福尼亚州丰塔纳制作。[20] 其他先前的记录包括西班牙的汤美略（汤美略，西班牙），那里曾制作出一块1141.5米的披萨，超过了之前的波兰记录。[21]
- 被吉尼斯世界纪录承认的世界上最昂贵的商业可用披萨价格为2700美元，截至2017年4月24日在美国纽约市的Industry Kitchen出售。 这款披萨由黑色墨鱼墨面团制成，上面撒有英国白色斯提尔顿芝士，法国鹅肝和松露，来自里海的奥塞特拉鱼子酱，阿尔马斯鱼子酱以及24K金叶。[22]
- 更昂贵的披萨也曾有报道，但未被吉尼斯世界纪录承认，例如位于苏格兰格拉斯哥的Haggis餐厅售价为£4,200的“皇家007披萨”，上面撒有鱼子酱、龙虾和24K金粉，以及纽约市纽约州的Nino's Bellissima比萨店制作的售价为US$1,000的鱼子酱披萨。[23]
- 由餐馆老板多梅尼科·克罗拉制作的披萨，包括太阳蔬果酱、苏格兰烟熏三文鱼、小牛肉块、金箔、浸泡在科涅克白兰地中的龙虾以及香槟浸泡的鱼子酱。 这款披萨在2007年的慈善拍卖中筹得GB£2150。[24]

## 披萨与健康

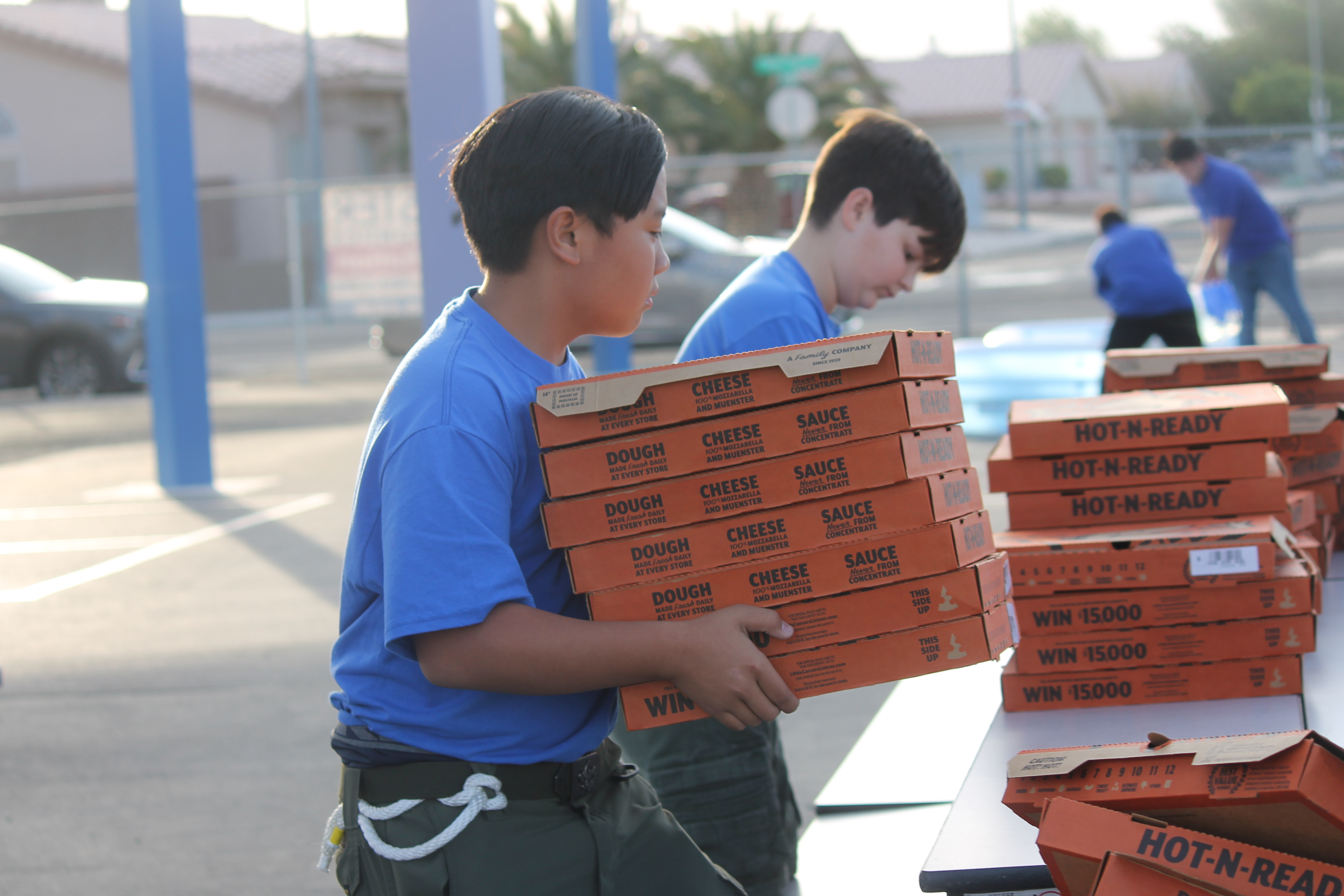
带着披萨的童子军

一些由披萨连锁店大规模生产的披萨因配料搭配不健康而受到批评。披萨可以含有高盐和高脂肪，热量也很高。根据美国农业部（USDA）的数据，在快餐连锁店中，每14英寸的披萨平均含有5,101毫克的钠。 人们对其可能带来不良健康影响表示担忧。

## 类似的菜肴
- Calzone和STROMBOLI是相似的菜肴，通常由披萨面团包裹（Calzone）或卷起（STROMBOLI）。
- Panzerotti与Calzone类似，但是是炸的，而不是烤的。
- 皮亚迪纳是一种薄薄的意大利扁面包，通常在历史悠久的罗马尼亚地区制作。
- 焦卡是一种扁平的发酵烤箱烘制的意大利面包，风格和质地类似于披萨；在某些地方，它被称为“披萨白”。[28]
- "法里纳塔"或"塞西纳"（Cecina）[29]，一道来自利古里亚（farinata）和托斯卡纳（cecina）的地方风味菜肴，由鹰嘴豆面粉、水、盐和橄榄油制成。在法国普罗旺斯地区也被称为socca。通常在砖烤箱中烘烤，一般按片卖。
- Coca是一种类似披萨的菜肴，主要在加泰罗尼亚和周边地区食用，但已扩展到西班牙的其他地区和阿尔及利亚。有甜味和咸味两种版本。
- 阿尔萨斯的Flammekueche[30]（标准德语：Flammkuchen，法语：Tarte flambée）是一种薄薄的面团盖在crème fraîche、洋葱和培根上的菜肴。
- 大蒜饼是一道大西洋加拿大的菜肴，形状和大小类似于披萨，制作用的面团也相似。它上面撒有融化的黄油、大蒜、奶酪，有时还有培根。
- 安纳托利亚的Lahmacun（阿拉伯语：laḥm bi'ajīn；亚美尼亚语：lahmajoun；也叫土耳其披萨或亚美尼亚披萨）是一种肉片*面饼。底部非常薄，肉片层通常包括切碎的蔬菜。[31][32]
- 黎凡特的Manakish（阿拉伯语：ma'ujnāt）和Sfiha（阿拉伯语：laḥm bi'ajīn；也叫阿拉伯披萨）是类似于披萨的菜肴。
- Panizza是一根面包（通常是baguette）的一半，上面撒有通常的披萨配料，然后放入烤箱烤。
- 北马其顿的Pastrmajlija是一种由面团和肉制成的派饼。通常呈椭圆形，上面撒有切碎的肉。
- 普罗旺斯的Pissaladière类似于意大利披萨，但饼皮稍厚，上面放有炒熟的洋葱、凤尾鱼和橄榄。
- 披萨贝果是一个带有与传统披萨相似的配料的贝果。
- 披萨面包是一种用面包、番茄酱、奶酪和各种配料制成的开面三明治。[33]
- 披萨棒是用披萨面团和披萨配料烘烤而成。[34] 面团也可以用于制作披萨棒，一些版本会炸。[35]
- 披萨卷是一种商标注册的商业产品。
- お好み焼き是一道在热板上烹饪的日本菜肴，通常被称为"日本披萨"。[36]
- "桑吉巴尔披萨"是一种在桑吉巴尔的斯通镇上供应的街头食品，使用的面团比披萨面团要薄得多，几乎像菲洛面团一样，内馅有切碎的牛肉、洋葱和鸡蛋，类似于摩洛哥的basṭīla。[37]
- 洋葱馅饼是一种德国洋葱挞，通常加入切碎的培根和车前子籽。

## 延伸阅读
- . Saveur（英语：Saveur）.   [2 November 2014]. （原始内容存档于2017-03-19）.
- Kliman, Todd. . The Washingtonian（英语：The Washingtonian (magazine)）. September 5, 2012  [2017-02-01]. （原始内容存档于2015-12-23）. Explanation of eight pizza styles: Maryland, Roman, "Gourmet" Wood-fired, Generic boxed, New York, Neapolitan, Chicago, and New Haven.
- Helstosky, Carol. . London: Reaktion Books. 2008. ISBN 978-1-86189-391-8. OCLC 225876066.
- Chudgar, Sonya. . QSR Magazine. March 22, 2012  [October 16, 2012]. （原始内容存档于2016-11-30）.* Raichlen, Steven. . Workman Publishing. 2008: 381–384. ISBN 0761149449.
- Delpha, J.; Oringer, K. . Macmillan. 2015. ISBN 978-1-62414-106-5. 208 pages.